# Pando Pandov
Pando Pandov (en bulgare : Пандо Пандов), né le 6 novembre 1946, Plovdiv, en Bulgarie, est un ancien joueur bulgare de basket-ball.